# 1925 en dadaïsme et surréalisme
Pour l'année, voir 1925.
 Chronologie de dada et du surréalisme 
- 1921
- 1922
- 1923
- 1924
- 1925
- 1926
- 1927
- 1928
- 1929

Cet article présente les faits marquants de l'année 1925 en dadaïsme et surréalisme.

## Éphémérides

### Janvier
- 15 janvier
Réponse d'Antonin Artaud à la question « Le suicide est-il une solution ? » enquête proposée par la revue La Révolution surréaliste[1] : « Non, le suicide est encore une hypothèse […] Il faut pour l'instant et jusqu'à nouvel ordre douter affreusement non pas à proprement parler de l'existence, ce qui est à la portée de n'importe qui, mais de l'ébranlement intérieur et de la sensibilité profonde des choses, des actes, de la réalité. »

- 23 janvier
La direction du Bureau de recherches surréalistes est confiée à Artaud ainsi que la préparation du troisième numéro de La Révolution surréaliste[2].

- Déclaration du 27 janvier 1925, tract collectif du Bureau de recherches surréalistes écrit par Antonin Artaud : « Eu égard à une fausse interprétation de notre tentative stupidement répandue dans le public, nous tenons à déclarer ce qui suit à toute l'ânonante critique littéraire, dramatique, philosophique, exégétique et même théologique contemporaine : nous n'avons rien à voir avec la littérature. Le SURREALISME n'est pas un moyen d'expression nouveau ou plus facile, ni même une métaphysique de la poésie. Il est un moyen de libération totale de l'esprit et de tout ce qui lui ressemble. Le surréalisme n'est pas une forme poétique. Il est un cri de l'esprit qui retourne vers lui-même et est bien décidé à broyer définitivement ses entraves, et au besoin par des marteaux matériels. »[3]

- 30 janvier
Fermeture au public du Bureau de recherches surréalistes : « Le Bureau central, plus que jamais vivant, est désormais un lieu clos, mais dont il faut que le monde sache qu'il existe. »[4]

- Paul Eluard & Benjamin Péret, 152 proverbes mis au goût du jour[5]

- Ouvrez les prisons. Licenciez les armées., manifeste collectif publié dans La Révolution surréaliste[réf. nécessaire]

- André Breton
  - Le Bouquet sans fleurs[réf. nécessaire]

- Réponse d'Antonin Artaud sur le suicide : « enquête sur le suicide » publiée dans la revue surréaliste belge Le Disque vert que dirigent Franz Hellens et Henri Michaux : « Avant de me suicider je demande qu'on m'assure de l'être, je voudrais être sûr de la mort. La vie ne m'apparaît que comme un consentement à la lisibilité apparente des choses et à leur liaison dans l'esprit. »[1]

- Breton rencontre Joan Miró dans son atelier de la rue Blomet[6].

### Février
- Louis Aragon, Le Mouvement perpétuel, poèmes[7]

### Mars
- Parution à Bucarest de la revue Intégral dont Benjamin Fondane et Ilarie Voronca en proposent une version française : « Car nous voulons - n'est-ce pas ? ou alors nous ne voulons rien - faire gicler la poésie infuse à la réalité, la rendre agissante, en faire un moteur, un miracle perpétuel - ouvrir les écluses de l'unique réalité profonde qui soit capable de donner à l'homme une signification acceptable - nous voulons que la poésie supplante la Raison. »[réf. nécessaire]

- Paul Eluard, Au défaut du silence, illustré par Max Ernst dont le nom n'est pas mentionné[8]

- À Bruxelles, publication du premier numéro de la revue Œsophage dirigée par E. L. T. Mesens et René Magritte qui se veut à la fois dadaïste et anti-surréaliste : « Le réalisme c'est de la merdre [sic], le surréalisme c'est l'odeur de la merde [sic] »[9]

- André Breton, Introduction au discours sur le peu de réalité, publié dans la revue Commerce[10].

### Avril
- 2 avril
Antonin Artaud, Jacques-André Boiffard, Michel Leiris et André Masson signent la Résolution du 2 avril 1925 : « Qu’avant toute préoccupation surréaliste du révolutionnaire, ce qui domine dans leur esprit est un certain état de fureur. Ils pensent que c’est sur le chemin de cette fureur qu’ils sont le plus susceptibles d’atteindre ce qu’on pourrait appeler l’illumination surréaliste. »
Si le texte est entièrement écrit par Antonin Artaud, l'expression « un certain état de fureur » est de Michel Leiris[11].

- 15 avril
Parution du troisième numéro de La Révolution surréaliste intitulé 1925 : fin de l'ère chrétienne et contenant de nombreux textes et manifestes écrits ou inspirés par Antonin Artaud dont les Adresses… au Pape :
« Le monde, c'est l'abîme de l'âme, Pape déjeté, Pape extérieur à l'âme, laisse-nous nager dans nos corps, laisse nos âmes dans nos âmes, nous n'avons pas besoin de ton couteau de clartés. » et
Adresse au Dalaï-Lama :
« Nous sommes tes très fidèles serviteurs, ô Grand Lama, donne-nous, adresse-nous tes lumières, dans un langage que nos esprits contaminés d'Européens puissent comprendre, et au besoin, change-nous notre Esprit, fais-nous un esprit tout tourné vers ces cimes parfaites où l'Esprit de l'Homme ne souffre plus. »[12]

- 18 avril
Louis Aragon tient une conférence à Madrid devant des étudiants : « Ah! banquiers, étudiants, ouvriers, fonctionnaires, domestiques, vous êtes les fellateurs de l'utile, les branleurs de la nécessité. Je ne travaillerai jamais, mes mains sont pures [...] Et que les trafiquants de drogue se jettent sur nos pays terrifiés. Que l'Amérique au loin croule de ses buildings blancs au milieu des prohibitions absurdes [...] Voyez comme cette terre est sèche et bonne pour tous les incendies [...] Je vous annonce l'avènement d'un dictateur : Antonin Artaud est celui qui s'est jeté à la mer. Il assume aujourd'hui la tâche immense d'entraîner quarante hommes qui veulent l'être vers un abîme inconnu, où s'embrase un grand flambeau, qui ne respectera rien, ni vos écoles, ni vos vies, ni vos plus secrètes pensées. »[réf. nécessaire]

- 20 avril
André Breton ferme le Bureau de recherches surréalistes et prend la direction de la revue La Révolution surréaliste[13].

- 20 avril
Dans Réflexions à voix basse publié dans Rouge 16, Paul Nougé critique le recours à l'écriture automatique et marque sa distance vis-à-vis de Breton et des surréalistes parisiens[14].

- Tristan Tzara, Mouchoir de nuages, publié chez Daniel-Henry Kahnweiler (galerie Simon)[15]

### Juin
- 12 juin
Première exposition parisienne de Joan Miró à la Galerie Pierre. Le catalogue est préfacé par Benjamin Péret[16].

- 24 juin
La revue Comœdia reproduit un entretien de Paul Claudel accordé à un journal italien dans lequel, tout en se prévalant de son action patriotique durant la guerre, il déclare que « le surréalisme, comme le dadaïsme, a un seul sens : pédérastique. »[17]

- 29 juin
Au théâtre du Vieux-Colombier, pour illustrer une conférence de Robert Aron portant sur Le Français moyen et la littérature, Antonin Artaud met en scène des extraits de la pièce de Louis Aragon Au pied du mur qu'il interprète avec Génica Athanasiou. Les surréalistes provoquent le chahut et interrompent la conférence[18].

### Juillet
- 1er juillet
Les surréalistes publient une Lettre ouverte à M. Paul Claudel imprimée sur papier couleur sang de bœuf, rappelant ainsi que l'« action patriotique » dont se prévaut Claudel s'est limitée au commerce de viande, pour les armées, avec l'Amérique du Sud[13].

- 2 juillet
André Breton, Robert Desnos, Paul Eluard, Max Ernst, Michel Leiris, Philippe Soupault et Roger Vitrac perturbent le banquet donné par les Nouvelles Littéraires en hommage au poète Saint-Pol-Roux[13].

- Des journaux conformistes comme Action française et des groupements professionnels comme la Société des gens de lettres et l' Association des écrivains combattants demandent des représailles contre les surréalistes, comme ne plus écrire leurs noms nulle part voire les expulser de France[réf. nécessaire]

- 15 juillet
Publication du quatrième numéro de La Révolution surréaliste dont Breton est le seul directeur[13].
Pour répondre à Pierre Naville : « Plus personne n'ignore qu'il n'y a pas de peinture surréaliste », dans le numéro 3, Breton fait paraître l'article Le Surréalisme et la peinture[13].

- 15 juillet
Publication dans la revue Clarté et le quotidien L'Humanité d'un tract commun Appel aux travailleurs intellectuels. Oui ou non, condamnez-vous la guerre ?[19]

- 23 juillet
Antonin Artaud, L'Ombilic des limbes avec un portrait de l'auteur par André Masson[20].

- Bref voyage à Bruxelles de Breton et Eluard. Ils rencontrent Camille Goemans et Paul Nougé[13]. La rencontre se concrétise par un tract commun La Révolution d'abord et toujours ! : « Le magnifique exemple d'un désarmement immédiat intégral et sans contre-partie qui a été donné au monde en 1917 par Lénine à Brest-Litovsk, désarmement dont la valeur révolutionnaire est infinie, nous ne croyons pas votre France capable de le suivre jamais. »[21] S'amorce alors le rapprochement avec le parti communiste français[22].

### Août
- 1er août
Antonin Artaud, Le Pèse-nerfs, avec un dessin d'André Masson[20]

- 10 août
Coincé par le mauvais temps dans une chambre d'hôtel à Pornic (Bretagne), Max Ernst invente ses premiers « frottages »[23].

- Antonin Artaud écrit de nombreux manifestes contre Paul Claudel, contre la guerre du Rif, contre les répressions en Pologne, en Roumanie, en Hongrie, etc. qui paraissent dans le quotidien L'Humanité[19].

### Septembre
- 1er septembre
Roger Vitrac, Les Mystères de l'amour, publié dans la NRF[réf. nécessaire]

- 25 septembre
Lettre d'Antonin Artaud à Madame Toulouse : « Une anxiété intolérable me taraude et comme j'ai tiré de la médecine le maximum sans effet, je dissous cette anxiété dans des doses de plus en plus fortes de laudanum, et je n'ai plus qu'une révolte : celle qu'un médecin quelconque OSE me mesurer le calmant. Dites aux médecins qui vous entourent qu'il y a des états que l'âme ne supporte pas sous peine de s'égorger. »[24]

### Octobre
- 21 octobre
Exposition d'aquarelles de Paul Klee à la Galerie Vavin-Raspail. Le catalogue est préfacé par Louis Aragon avec un poème de Paul Eluard[25]. Alors qu’Aragon est enthousiasmé par l’art de Klee, certains surréalistes annoncent leur intention – lors d’une réunion commune du groupe avec Clarté le 19 octobre[26] – des arguments idéologiques pour justifier un boycotte : « Il est décidé […] de ne pas se rendre à l’exposition de peinture de l’Allemand [sic] Klee dont le catalogue est préfacé par Aragon. Cette manifestation n’a pas de sens politique. »[27]

### Novembre
- 13 novembre
Première exposition parisienne de peintures surréalistes à la galerie Pierre[28] : Hans Arp, Giorgio De Chirico, Max Ernst, Paul Klee, André Masson, Joan Miró, Pablo Picasso, Man Ray, Pierre Roy[29]. Le catalogue est préfacé par André Breton et Robert Desnos[30], texte jouant sur les titres des tableaux exposés : « Le moment sera venu de nous séparer de tout ce qui nous a jamais retenus, de ne plus nous perdre aux jeux du cadran muet ou de la borne : 6.396.78 […] Désormais la nuit est reine ; rien ne saurait émouvoir ceux dont elle comble les maisons et les cœurs - rien, pas même le silence, à peine un dialogue d'insectes. »[31]

- 26 novembre
Michel Leiris écrit Le Forçat vertigineux, dédié à Georges Bataille[32].

### Décembre
- La revue Clarté, fondée par Henri Barbusse, ouvre ses pages aux surréalistes. L'éditorial s'enthousiasme du « premier courant qui apparaisse depuis 1919 en France d'une jeune intelligence révolutionnaire acquise au communisme, courant où se rejoignent pour la première fois des esprits venus à la Révolution par les voies les plus diverses, et qui exprime surtout l'effort si précieux des jeunes générations d'après-guerre. »[33]

- Louis Aragon répond à Clarté : « Il vous a plu de relever comme un incartade une phrase qui témoigne du peu de goût que j'ai du gouvernement bolchévique, et avec lui de tout le communisme […] La révolution russe ? Vous ne m'empêcherez pas de hausser les épaules […] J'ajoute que c'est par un véritable abus de langage qu'elle peut être qualifiée de révolutionnaire. »[33]

- Premiers contacts de Marcel Duhamel, Jacques Prévert et Yves Tanguy avec les surréalistes à la rue du Château : Robert Desnos, Georges Malkine, André Masson, Louis Aragon, Benjamin Péret. Duhamel : « Le jour où Benjamin Péret se présente à son tour rue du Château, il fait bien entendu un esclandre. Jouant les rhinocéros dans un magasin de porcelaine, il repère mon accordéon. Tirant violemment dessus, il le déchire en deux morceaux. De plus, il déclare, péremptoire, ne pas aimer les mécènes. La réaction n'est pas du tout celle qu'il attendait : on lui rit au nez et, tout penaud, il comprend et fait son mea culpa. Sitôt après, il nous adopte et nous l'adoptons. »[34]

- Marcel Duhamel et Yves Tanguy rencontrent André Breton, rue Fontaine. Duhamel : « Yves et moi prenons une prise de cocaïne pour nous donner du courage. Nous nous présentons rue Fontaine. Breton est là, avec Simone, sa femme et Max Morise. Surexcités par la came et la solennité de l'instant, je ne sais plus ce que nous avons bien pu lui raconter, mais nous l'avons laissé ébahi au point qu'il nous téléphone le lendemain matin pour savoir ce qui nous avait mis dans cet état. Car, nous dit-il, nous ne lui avons pas laisser placer un mot. »[35]

- A la rue du Château est « inventé » le jeu du Cadavre exquis[28].

- Jean Arp écrit ses premiers poèmes directement en français. Il s'installe dans un atelier de la Cité des Fusains à Paris, à côté de Paul Eluard, Max Ernst puis Joan Miró (avant son installation à Meudon avec Sophie Taeuber)[36].

## Cette année-là
- Louis Aragon se voit refuser par le groupe la permission de faire publier Défense de l'infini pour cause de « tentation littéraire »[réf. nécessaire]

- Le peintre et poète belge Jean de Bosschère s'installe à Paris et rencontre Antonin Artaud[réf. nécessaire]

- Premier voyage à Paris du peintre roumain Victor Brauner où il découvre les œuvres de Giorgio De Chirico[réf. nécessaire]

- À la suite de l'élection de Paul Valéry à l'Académie française, André Breton détruit toutes les lettres reçues depuis 1913[37].

- André Breton réfute le ralliement total et la dissolution du groupe : « Nous appartenons corps et âme à la Révolution et si, jusqu'ici, nous n'avons jamais accepté de commandements c'était pour nous garder aux ordres de ceux qui l'animent… »[réf. nécessaire]

- José Corti créé les éditions surréalistes[réf. nécessaire]

- René Daumal, Roger Gilbert-Lecomte et Roger Vailland arrivent à Paris et découvrent le surréalisme dans lequel ils admirent le « mouvement révolutionnaire. »[38]

- René Magritte a une révélation en voyant une reproduction du tableau de Giorgio De Chirico Le Chant d'amour (1914) que lui a transmis le poète Marcel Lecomte[39].

- Adhésion au surréalisme du poète péruvien Cesar Moro[réf. nécessaire]

- Les peintres tchèques Jindřich Štyrský et Toyen s'installent à Paris et rencontrent les surréalistes[40].

- La revue Bungei-tambi publie, pour la première fois au Japon, des textes de Louis Aragon, André Breton et Paul Eluard[41].

## Œuvres
- Louis Aragon
  - Le Mouvement perpétuel, poèmes[42]
- Jean Arp & El Lissitzky
  - Les Ismes de l’art, suite de textes écrits depuis 1914[43]
- Antonin Artaud
  - L'Ombilic des limbes : « Là où d'autres proposent des œuvres je ne prétends pas autre chose que de montrer mon esprit. La vie est de brûler des questions. Je ne conçois pas d'œuvre comme détachée de la vie. »
  - Le Pèse-nerfs
- André Breton
  - Le Bouquet sans fleurs : « J'ai pu, ces dernières années, constater les méfaits d'un certain nihilisme intellectuel dont la malice était à tout propos de poser la question de confiance la plus générale et la plus vaine [...] C'est au surréalisme de se prononcer. N'est-ce pas nous, en effet, qui demandons les premiers, non la destruction des musées et des bibliothèques, mais - ce qui est plus grave - l'abolition des privilèges artistiques, scientifiques et autres, et pour commencer, la libération désintéressée, l'isolement de cette substance mentale commune à tous les hommes, de cette substance souillée jusqu'ici par la raison ? »
  - Introduction au discours sur le peu de réalité, essai : « C'est pour répondre à ce désir de vérification perpétuelle que je proposais de fabriquer certains objets qu'on approche qu'en rêve [...] »[44]
  - Le Surréalisme et la peinture, essai
- Diana Brinton-Lee
  - Self portrait, photographie et gouache[45]
- Claude Cahun
  - Autoportraits, montage photographique[46]
- René Crevel
  - Détours : « Une tisane sur le fourneau à gaz ; la fenêtre bien close, j'ouvre le robinet d'arrivée, j'oublie de mettre l'allumette. Réputation sauve et temps de dire son confiteor [...] Tu as froid mais ne sais ni mourir ni pleurer. Triste entre les quais méchants que tout homme ici-bas méprise, tu vas, fleuve des villes grises et sans espoir d'océan. »
- Marcel Duchamp
  - Rotary demisphere, machine optique[47] : globe de verre entouré d'un disque de cuivre portant une inscription, papier mâché peint, velours, plexiglas, moteur[48]
- Paul Eluard
  - Au défaut du silence, illustré par Max Ernst
- Paul Eluard & Benjamin Péret
  - 152 proverbes mis au goût du jour
- Max Ernst
  - L'Inquisiteur : à 7h07 justice sera faite, huile sur toile[49]
  - Portrait double de Paul Eluard et Max Ernst, dessin sur papier[50]
  - Le Start du châtaignier, frottage sur papier[51]
- Michel Leiris et André Masson
  - Simulacre[52]
- Georges Limbour
  - Soleil bas
- René Magritte
  - La Baigneuse, huile sur toile[53]
  - Le Cinéma bleu, huile sur toile[54]
  - La Fenêtre, huile sur toile[55]
- André Masson
  - L'Armure, huile sur toile[56]
  - Hommage à Paul Eluard. Dessin automatique, plume et encre[57]
  - Oiseau percé de flèches[58]
  - Soleils furieux, dessin automatique, plume et encre[59]
- E. L. T. Mesens
  - Défense de pleurer, poèmes : « La terre est ronde en apparence / et plate réellement / Elle est ronde pour courir / et plate pour dormir. »[60]
- Joan Miró
  - Carnaval d’Arlequin, huile sur toile[61]
  - Étoiles en des sexes d'escargot, huile sur toile[62]
  - Photo-Ceci est la couleur de mes rêves, huile sur toile[63]
  - La Sieste, huile sur toile[64]
  - Tête de paysan catalan, huile sur toile[65]
- Pierre Naville
  - Les Reines de la main gauche[réf. nécessaire]
- Benjamin Péret
  - Il était une boulangère
- Francis Picabia
  - Après la pluie (les amoureux)[66]
  - Cure-dents, huile et collage sur toile[67]
  - Femme à l'ombrelle
  - La Femme aux allumettes[68]
  - Plumes[69]
- Pablo Picasso
  - Le Baiser, huile sur toile[70]
  - La Danse, huile sur toile[71]
- Man Ray
  - Pièces de résistence, photographie noir & blanc[72]
- Philippe Soupault
  - Le Voyage d'Horace Pirouelle
- Yves Tanguy
  - Rue de la Santé, huile sur toile[73]
- Tristan Tzara
  - Mouchoir de nuages, texte dramatique avec des eaux-fortes de Juan Gris[74]
- Roger Vitrac
  - Les Mystères de l'amour[réf. nécessaire]